# おーいかごしま96
『おーいかごしま96』（おーいかごしまきゅうじゅうろく）は、1995年4月3日から1998年10月2日までに3年半、鹿児島放送が平日夕方に生放送されていた鹿児島県向けの大型ローカルワイドニュース・情報番組である。

## 概要
- 3年半にわたって放送された『KKBワイド96』の後番組としてスタート。

- 本番組への移行とともに放送枠が拡大し、17:30開始になった。

- 17時台では朝日新聞の夕刊と生活情報を紹介し、CMを挿んで18時台へと突入。

- 18時台前半ではテレビ朝日発の全国ニュース『ステーションEYE』（1997年3月31日以降は『スーパーJチャンネル』）を放送し、18時台後半では鹿児島県内のニュース・特集と天気予報を伝えていた。

- タイトルにある「96」は札幌テレビの『どさんこワイド』と同じで、当時の鹿児島県の市町村数に因む。

### 番組の影響について
- この番組の放送を優先する関係上、開始当時金曜 17:30 - 17:55に編成されていた『スーパー戦隊シリーズ』（開始当時は『超力戦隊オーレンジャー』）は、遅れネットで別時間帯に編成されていた。

- この措置は1997年春改編で『スーパーJチャンネル』が開始するにあたり、当時の作品である『電磁戦隊メガレンジャー』が日曜朝へ移動・同時ネット化したことで解消されている。

## 放送時間
- 月曜 - 金曜 17:30 - 18:55（1995年4月3日 - 1998年10月2日）

## 歴代出演者
- 百田陽一
- 指宿泰洋
- 橋本広美
- 馬場雄二
- 池上美弥子
- 大平かつき - 金曜担当。
- 柿野賢治

| 鹿児島放送 平日夕方のKKBニュース                                            | 鹿児島放送 平日夕方のKKBニュース | 鹿児島放送 平日夕方のKKBニュース |
| 前番組                                                                      | 番組名                           | 次番組                           |
| --------------------------------------------------------------------------- | -------------------------------- | -------------------------------- |
| KKBワイド96 ANN                                                             | KKBおーい!かごしま96 ANN         | KKBスーパーJチャンネルかごしま   |
| 鹿児島放送 月曜 - 木曜17時30分枠                                            |                                  |                                  |
| アニメ番組枠                                                                | KKBおーい!かごしま96             | スーパーJチャンネル              |
| 鹿児島放送 金曜17時30分枠                                                   |                                  |                                  |
| スーパー戦隊シリーズ 超力戦隊オーレンジャー （1995年3月31日まで同時ネット） | KKBおーい!かごしま96             | スーパーJチャンネル              |
| 鹿児島放送 平日17時40分枠                                                   |                                  |                                  |
| （無し）                                                                    | KKBおーい!かごしま96             | ほっと540九州沖縄                |
| 鹿児島放送 平日17時50分枠                                                   |                                  |                                  |
| （無し）                                                                    | KKBおーい!かごしま96             | ほっと540九州沖縄                |
| 鹿児島放送 平日17時55分枠                                                   |                                  |                                  |
| ミニ番組                                                                    | KKBおーい!かごしま96             | ANNスーパーJチャンネル           |
| 鹿児島放送 平日17時58分枠                                                   |                                  |                                  |
| KKBワイド96                                                                 | KKBおーい!かごしま96             | ANNスーパーJチャンネル           |